# Cory Spinks
Cory Spinks est un boxeur américain né le 20 février 1978 à Saint-Louis, Missouri.

## Carrière
Il devient champion du monde des poids welters WBA, WBC et IBF entre 2003 et 2005 puis champion du monde des super-welters IBF en 2007 et en 2009 aux dépens de Deandre Latimore (victoire aux points par décision partagée le 24 avril).
Le 7 août 2010, il cède son titre en s'inclinant au 5e round contre son compatriote Cornelius Bundrage puis perd le combat revanche organisé le 30 juin 2012.